# فهد موفي
فهد موفي (5 مايو 1996 بميلوز في فرنسا - ) هو لاعب كرة قدم مغربي في مركز الدفاع. لعب مع أولمبيك ليون ونادي سيدان.

## روابط خارجية
- فهد موفي على موقع قاعدة بيانات كرة القدم.إي يو (الإنجليزية)
- فهد موفي على موقع ليكيب (الفرنسية)
- فهد موفي على موقع Soccerway.com (الإنجليزية)
- فهد موفي على موقع عالم كرة القدم.نت (الإنجليزية)
- فهد موفي على موقع AS.com (الإسبانية)